# Gonolobus mollis
Gonolobus mollis là một loài thực vật có hoa trong họ La bố ma. Loài này được Regel mô tả khoa học đầu tiên năm 1856.